# Agustín González Ruano
Agustín González Ruano (Sevilla, siglo XIX-Montemayor, 1899) fue un periodista y cronista español.

## Biografía
Nacido en Sevilla, fue guardia de corps. Después de la desaparición de estos marchó a Córdoba y se casó con Juana Luque –propietaria de Montemayor– y se instaló en la ciudad, tomando parte muy activa en el periodismo, en la Academia, donde entró en 1860, en tertulias literarias y hasta en las veladas ateneístas –aunque no como orador– y en los juegos florales. En Sevilla, hacia 1867, colaboró en la Revista de Ciencias, Literatura y Artes y, en 1875, fundó y dirigió el periódico El Universal. En 1880 fue subgobernador de Jerez. Se distinguió por sus artículos festivos y de costumbres, escritos, en palabras de Rafael Ramírez de Arellano, «con gracia chispeante». Los últimos años, casi ciego y casi pobre, los pasó retirado en Montemayor, donde tenía algún caudal heredado de su mujer. Allí murió con más de ochenta años, el 13 de noviembre de 1899. Perteneció a las Academias de Sevilla y Córdoba y fue cronista de la provincia de Córdoba y caballero de Carlos III.